# Аорси
Аорси су били најисточније сарматско племе, које је обитавало на доњем току Волге и на истоку све до Аралског језера. У кинеским изворима називају их именом „Јен-Тс’аи“. Аорсе су покорили Римљани 49. године, а око 200. године су их асимилирала друга сарматска племена.